# 想繞遠路回家
《想繞遠路回家》（日语：／ Kaerimichi wa tōmawarishi takunaru */?是日本女子偶像組合乃木坂46的第22張單曲，由秋元康作詞，渡邉俊彥作曲。2018年11月14日由N46Div.發售。同名標題曲的Center（中心成員）由西野七瀨擔任，該單曲同時為西野2018年底從乃木坂46畢業前的最後一支單曲。

## 概要
單曲分為Type A、Type B、Type C、Type D和通常版，總共五個版本。Type-A～D附有以藍光光碟發行的特典光碟，為乃木坂46首张附赠藍光光碟的单曲作品。本作距前作《以自我為中心！》發行相隔約3個半月。
乃木坂46的第22張單曲發行訊息於2018年9月24日播出的《乃木坂工事中》 節目結尾公布，10月1日播出的節目中公布選拔成員。2018年10月8日於Port Messe Nagoya舉辦的全國握手會正式公布標題曲曲名。

## 销量成绩
此單曲發行首週的銷售量達到106.3萬，是繼第20張單曲“同步巧合”之後，乃木坂46第二支首週百萬銷量單曲。

## 封面及封底寫真
參與拍攝的成員列於下表中。
| Type-A 封面 | 西野七瀨                                                               |
| Type-B 封面 | 齋藤飛鳥、白石麻衣                                                     |
| Type-C 封面 | 與田祐希、生田繪梨花、梅澤美波、山下美月                               |
| Type-D 封面 | 秋元真夏、衛藤美彩、若月佑美、星野南、櫻井玲香、堀未央奈、松村沙友理   |
| 通常盤 封面 | 齊藤優里、佐藤楓、井上小百合、大園桃子、伊藤理理杏、新内眞衣、高山一實 |

本作封面寫真以乃木坂46首度嘗試的「冬」為設計主題，「染滿白色的幻想藝術空間」為設計理念，于2018年10月上旬在東京都内的攝影棚内拍攝。美術小組在現場搭建了5間白色的房間，收錄西野七瀨獨唱曲的Type-A封面寫真以西野的「自己的房間」為主題，擺放的物品皆為西野個人物品。拍攝當日使用雪砲創造出降雪的意境，並採用「一次入鏡」的方式進行拍攝。攝影師由伊藤大介擔任。

## MV
想繞遠路回家
導演：關和亮、劇本：澤本嘉光、企劃：田母神龍
標題曲「想繞遠路回家」MV在2018年9月上旬於栃木縣、群馬縣和東京都內的攝影棚拍攝。以「人生中種種偶然的重叠與變化」為主題，擔任中心成員的西野七瀨在MV中分飾學生及偶像藝人兩個角色，在幸福的人生道路上持續前進。劇組實際調查團體活動中的各種小插曲以及所有成員對西野的印象深刻之處，並將其靈活運用於MV的拍攝之中。本作編劇由經手《察覺時已是單戀》、《此刻，想說話的對象》劇本的創意總監澤本嘉光担任。打歌服由森俊輔設計，舞蹈動作設計由編舞師CRE8BOY擔任。
不成眠的商隊
導演：橫堀光範
由年少成員演唱的歌曲「不成眠的商隊」MV於2018年9月下旬至10月上旬進行拍攝。MV表現了朋友關係及社團活動、未來出路與家庭等年少成員必須要面對及克服的各種難關。拍攝期間因成員情況的不同，5天的拍攝時間亦創下乃木坂46最長MV拍摄時間的紀錄。
未完待續
導演：湯淺弘章
西野七瀨Solo曲「未完待續」MV於2018年10月上旬在荒川遊樂園和豐島園拍攝。MV以10年後的未來為故事背景，已成為幸福人妻的西野帶著孩子來到遊樂園，遊樂園中張貼的乃木坂10期生的招募海報讓她回想起了過去的自己。本曲為成員西野七瀨的畢業之作。影片中使用了現實中西野的房間中的物件。在MV的拍攝過程中，西野也實際體驗了母親撫育孩子的辛勞過程。MV由擔任單曲《不說話的獅子》及西野個人PV的導演的湯淺弘章執導。
日常
導演：今泉力哉
由Under成員演唱的歌曲「日常」MV於2018年9月下旬在茨城縣拍攝。本作以喜劇手法詮釋遊牧民族的超現實「日常」生活。MV由在東京國際電影節中提名電影「麵包與巴士與第2次的初戀」和電影「就是愛啊」的導演今泉力哉執導。
告白的順序
導演：荒船泰廣
由秋元真夏、櫻井玲香、中田花奈、若月佑美演唱的歌曲「告白的順序」MV於2018年9月下旬在福島縣拍攝。MV以解散在即的劇團準備舉辦最終公演，失憶的團員能否找回失去的記憶以及最終公演能否順利進行為劇情主綫。本作為成員若月佑美的畢業之作。

## 媒體使用歌曲
想繞遠路回家
Haruyama「完全免熨燙無袖T恤※1懷疑篇」廣告曲。

## 歌曲列表

### Type-A
| CD   | CD                          | CD     | CD       | CD                 |
| 曲序 | 曲目                        |        | 作曲     | 編曲               |
| ---- | --------------------------- | ------ | -------- | ------------------ |
| 1.   | 想繞遠路回家                | 秋元康 | 渡邉俊彥 | 渡邉俊彥、早川博隆 |
| 2.   | 不成眠的商隊                | 秋元康 | CottON   | CottON             |
| 3.   | 未完待續                    | 秋元康 | 若田部誠 | 若田部誠           |
| 4.   | 想繞遠路回家 off vocal ver. |        | 渡邉俊彥 | 渡邉俊彥、早川博隆 |
| 5.   | 不成眠的商隊 off vocal ver. |        | CottON   | CottON             |
| 6.   | 未完待續 off vocal ver.     |        | 若田部誠 | 若田部誠           |

| Blu-ray | Blu-ray                  | Blu-ray              |
| 曲序    | 曲目                     | 導演                 |
| ------- | ------------------------ | -------------------- |
| 1.      | 想繞遠路回家 Music Video | 關和亮               |
| 2.      | 未完待續 Music Video     | 湯淺弘章             |
| 3.      | 生田繪梨花               | 森翔太               |
| 4.      | 井上小百合               | 頃安祐良             |
| 5.      | 衛藤美彩                 | 上田浩和、中西尚人   |
| 6.      | 白石麻衣                 | 月田茂               |
| 7.      | 星野南                   | 高崎絢斗、宇野麻保美 |
| 8.      | 松村沙友理               | 泉田岳               |
| 9.      | 與田祐希                 | 鈴木郁實             |

### Type-B
| CD   | CD                          | CD     | CD                     | CD                     |
| 曲序 | 曲目                        |        | 作曲                   | 編曲                   |
| ---- | --------------------------- | ------ | ---------------------- | ---------------------- |
| 1.   | 想繞遠路回家                | 秋元康 | 渡邉俊彥               | 渡邉俊彥、早川博隆     |
| 2.   | 不成眠的商隊                | 秋元康 | CottON                 | CottON                 |
| 3.   | 日常                        | 秋元康 | Akira Sunset、野口大志 | Akira Sunset、野口大志 |
| 4.   | 想繞遠路回家 off vocal ver. |        | 渡邉俊彥               | 渡邉俊彥、早川博隆     |
| 5.   | 不成眠的商隊 off vocal ver. |        | CottON                 | CottON                 |
| 6.   | 日常 off vocal ver.         |        | Akira Sunset、野口大志 | Akira Sunset、野口大志 |

| Blu-ray | Blu-ray                  | Blu-ray            |
| 曲序    | 曲目                     | 導演               |
| ------- | ------------------------ | ------------------ |
| 1.      | 想繞遠路回家 Music Video | 關和亮             |
| 2.      | 日常 Music Video         | 今泉力哉           |
| 3.      | 秋元真夏                 | 山田篤宏           |
| 4.      | 伊藤理理杏               | 田中信吾           |
| 5.      | 梅澤美波                 | 吉村一平、山本篤彦 |
| 6.      | 齋藤飛鳥                 | 東市篤憲           |
| 7.      | 高山一實                 | 島田欣征           |
| 8.      | 山下美月                 | 山田裕之介         |
| 9.      | 若月佑美                 | maxilla            |

### Type-C
| CD   | CD                          | CD     | CD       | CD                 |
| 曲序 | 曲目                        |        | 作曲     | 編曲               |
| ---- | --------------------------- | ------ | -------- | ------------------ |
| 1.   | 想繞遠路回家                | 秋元康 | 渡邉俊彥 | 渡邉俊彥、早川博隆 |
| 2.   | 不成眠的商隊                | 秋元康 | CottON   | CottON             |
| 3.   | 告白的順序                  | 秋元康 | 安部純   | 安部純             |
| 4.   | 想繞遠路回家 off vocal ver. |        | 渡邉俊彥 | 渡邉俊彥、早川博隆 |
| 5.   | 不成眠的商隊 off vocal ver. |        | CottON   | CottON             |
| 6.   | 告白的順序 off vocal ver.   |        | 安部純   | 安部純             |

| Blu-ray | Blu-ray                  | Blu-ray          |
| 曲序    | 曲目                     | 導演             |
| ------- | ------------------------ | ---------------- |
| 1.      | 想繞遠路回家 Music Video | 關和亮           |
| 2.      | 告白的順序 Music Video   | 荒船泰廣         |
| 3.      | 大園桃子                 | 佐藤克則         |
| 4.      | 齊藤優里                 | 吉川英里         |
| 5.      | 櫻井玲香                 | 伊藤衆人         |
| 6.      | 佐藤楓                   | 中村太洸         |
| 7.      | 新内眞衣                 | 中島清翔         |
| 8.      | 西野七瀨                 | 林希、賀内健太郎 |
| 9.      | 堀未央奈                 | 稻葉秀樹         |

### Type-D
| CD   | CD                          | CD     | CD         | CD                 |
| 曲序 | 曲目                        |        | 作曲       | 編曲               |
| ---- | --------------------------- | ------ | ---------- | ------------------ |
| 1.   | 想繞遠路回家                | 秋元康 | 渡邉俊彥   | 渡邉俊彥、早川博隆 |
| 2.   | 不成眠的商隊                | 秋元康 | CottON     | CottON             |
| 3.   | 蕭邦的謊言                  | 秋元康 | 山本加津彥 | 山本加津彥         |
| 4.   | 想繞遠路回家 off vocal ver. |        | 渡邉俊彥   | 渡邉俊彥、早川博隆 |
| 5.   | 不成眠的商隊 off vocal ver. |        | CottON     | CottON             |
| 6.   | 蕭邦的謊言 off vocal ver.   |        | 山本加津彥 | 山本加津彥         |

| Blu-ray | Blu-ray                                                 | Blu-ray  |
| 曲序    | 曲目                                                    | 導演     |
| ------- | ------------------------------------------------------- | -------- |
| 1.      | 想繞遠路回家 Music Video                                | 關和亮   |
| 2.      | 不成眠的商隊 Music Video                                | 橫堀光範 |
| 3.      | Documentary of 西野七瀨～能與你在那個季節相會真好～（Documentary of 西野七瀬 〜あなたとあの季節に出逢えてよかった〜） |          |

### 通常盤
| CD   | CD                          | CD     | CD       | CD                 |
| 曲序 | 曲目                        |        | 作曲     | 編曲               |
| ---- | --------------------------- | ------ | -------- | ------------------ |
| 1.   | 想繞遠路回家                | 秋元康 | 渡邉俊彥 | 渡邉俊彥、早川博隆 |
| 2.   | 不成眠的商隊                | 秋元康 | CottON   | CottON             |
| 3.   | 想知道的事                  | 秋元康 | 佐佐木裕 | 佐佐木裕           |
| 4.   | 想繞遠路回家 off vocal ver. |        | 渡邉俊彥 | 渡邉俊彥、早川博隆 |
| 5.   | 不成眠的商隊 off vocal ver. |        | CottON   | CottON             |
| 6.   | 想知道的事 off vocal ver.   |        | 佐佐木裕 | 佐佐木裕           |

## 選抜成員

### 想繞遠路回家
（中心成員：西野七瀬）
- 第三排：齊藤優里、井上小百合、佐藤楓、大園桃子、伊藤理理杏、新內真衣、高山一實[2]
- 第二排：衛藤美彩、秋元真夏、堀未央奈、若月佑美、星野南、櫻井玲香、松村沙友理[2]
- 第一排：梅澤美波、山下美月、齋藤飛鳥、西野七瀨、白石麻衣、生田繪梨花、與田祐希[2]

選拔成員人數自第20張單曲《同步巧合》起仍未改變，共計21人，第一排與第二排由共14人的「十四福神」組成。
本作為成員西野七瀨的畢業作，這也是她繼第11張單曲《生命如此美好》以來，相隔11作後第四次單独擔任中心成員的單曲作品。若包括擔任雙中心成員的情況在內，這則是她繼第19張單曲《及時行事》以來相隔3作第7次擔任中心成員，超越了已畢業成員生駒里奈6次擔任單曲中心成員的紀錄。三期生伊藤理理杏、佐藤楓首次進入選拔行列。星野南繼第18張單曲《蜃景》以來相隔4作后重回福神行列。同樣在本作正式發行後將畢業的成員若月佑美則是繼第19張單曲《及時行事》以來相隔3作后，重回福神行列。前作選拔成員岩本蓮加、鈴木絢音此次沒有進入選拔成員行列。

### 不成眠的商隊
（中心成員：齋藤飛鳥）
- 伊藤理理杏、岩本蓮加、梅澤美波、大園桃子、北野日奈子、久保史緒里、齋藤飛鳥、佐藤楓、鈴木絢音、寺田蘭世、樋口日奈、星野南、堀未央奈、山下美月、與田祐希、渡邊米麗愛[16]

選拔成員由年少成員組成。

### 未完待續
- 西野七瀨[16]

西野七瀨以乃木坂46成員身分演唱的最后一首獨唱曲。

### 日常
（中心成員：北野日奈子）
- 伊藤卡琳、伊藤純奈、岩本蓮加、川後陽菜、北野日奈子、久保史緒里、阪口珠美、佐佐木琴子、鈴木絢音、寺田蘭世、中田花奈、中村麗乃、樋口日奈、向井葉月、山崎怜奈、吉田綾乃克莉絲蒂、渡邊米麗愛、和田真彩[16]

本歌曲由Under成員演唱，但預定於12月15日畢業的能條愛未不參與本歌曲的錄製。久保史緒里從本歌曲起重新開始在乃木坂46的活動。

### 告白的順序
（小隊名：女校四重唱）
- 秋元真夏、櫻井玲香、中田花奈、若月佑美[16]

### 蕭邦的謊言
- 生田繪梨花、白石麻衣、松村沙友理[16]

### 想知道的事
- 齋藤飛鳥、星野南、山下美月、與田祐希[16]

## 外部連結
- 乃木坂46官方網站（日語）
  - Type-A （页面存档备份，存于）
  - Type-B （页面存档备份，存于）
  - Type-C （页面存档备份，存于）
  - Type-D （页面存档备份，存于）
  - 通常盤 （页面存档备份，存于）
- 音樂錄影帶（日語）
  - YouTube上的乃木坂46 『帰り道は遠回りしたくなる』（2018年10月17日）
  - YouTube上的乃木坂46 『キャラバンは眠らない』Short Ver.（2018年11月13日）
  - YouTube上的乃木坂46 『つづく』Short Ver.（2018年11月13日）
  - YouTube上的乃木坂46 『日常』Short Ver.（2018年11月13日）
  - YouTube上的乃木坂46 『告白の順番』Short Ver.（2018年11月13日）
- 音樂錄影帶（繁體中文）
  - YouTube上的乃木坂46／想繞遠路回家（中文字幕版）（2018年11月15日）